# Хайнрих III фон Лихтенберг
Хайнрих III фон Лихтенберг (на немски: Heinrich III zu Lichtenberg; † 1379) от старата линия Лихтенберг, е господар на Лихтенберг.

## Произход
Той е син на Йохан II фон Лихтенберг († 1366), фогт на Страсбург, и първата му съпруга Йохана фон Лайнинген († 1346), дъщеря на граф Фридрих IV фон Лайнинген. Внук е на Конрад I фон Лихтенберг († 1294) и Агнес фон Тек († 1296). Родителите му се разделят и баща му се жени за Лиза фон Щайнбах.

## Фамилия
Хайнрих III се жени между 7 януари и 14 февруари 1337 г. за Елза фон Геролдсек ам Вазиген († сл. 1346), дъщеря на Егено фон Геролдсек († 1343) и Аделхайд фон Фюрстенберг. Те имат две деца:
- Аделхайд († сл. 1397), омъжена пр. 30 декември 1356 г. за Хайнрих IV фон Геролдсек-Лар († сл. 1394), господар на Лар
- Конрад II († 30 август 1390), господар на Лихтенберг, женен на 14 октомври 1365 г. за Йохана фон Бланкенберг († сл. 1422)